# Odontomyia longicornis
Odontomyia longicornis är en tvåvingeart som beskrevs av Lindner 1966. Odontomyia longicornis ingår i släktet Odontomyia och familjen vapenflugor.
Artens utbredningsområde är Madagaskar. Inga underarter finns listade i Catalogue of Life.